# 네이팜 레코드
네이팜 레코드(Napalm Records)는 오스트리아 아이제네르츠의 레코드 레이블이다. 1992년에 설립되어 고딕 록이나 블랙 메탈을 비롯한 언더 그라운드 음악을 많이 취급한다.

## 로스터
로스터(roster)는 아래와 같다.
- 억셉트
- 더 아고니스트
- 얼터 브리지
- 앤드루 W.K.
- 아르코나
- 배틀로어
- 보돔 애프터 미드나이트
- 보른홀름
- 디스트럭션
- 그레이브 디거
- 해머폴
- 후바스탱크
- 카멜롯
- 몬스터 매그닛
- 마일즈 케네디
- 네스토르
- 나일
- 사티리콘
- 서모닝
- 트리스타니아

## 이전 아티스트
- 디 앤서
- 데드락
- 코르피클라니
- 리브즈 아이즈
- 레벌루션 르네상스
- 스매싱 펌킨스
- 트레일 오브 티어스
- 트리스타니아

## 배급
- 유니버설 뮤직 그룹 (독일, 오스트리아, 스위스)
- 워너 뮤직 그룹 (미국)